# موسوعية
الموسوعية (بالإنجليزية: Encyclopedism)‏ هي نظرة تهدف إلى تضمين مجموعة واسعة من المعرفة في عمل واحد. يغطي المصطلح كلا من الموسوعات نفسها والأنواع ذات الصلة التي تعتبر الشمولية سمة بارزة فيها. كلمة موسوعة هي ترجمة لاتينية للكلمة اليونانية enkýklios paideía، والتي تعني التعليم الشامل. تعتبر الموسوعة "واحدة من المؤثرات المعممة القليلة في عالم الإفراط في التخصص. وهي تعمل على التذكير بأن المعرفة لها وحدة (شمول)"، وفقًا لما ذكره لويس شورز، محرر موسوعة كوليير. لا ينبغي أن يكون مصطلح الموسوعة "متنوعًا، بل تركيزًا وتوضيحًا وتوليفًا"، وفقًا للكاتب البريطاني هربرت جورج ويلز.
إلى جانب الشمولية، تتميز الكتابة الموسوعية بأنه ليس لها جمهور أو تطبيق عملي محدد. يشرح المؤلف الحقائق بإيجاز للقارئ الذي سيستخدم المعلومات بعد ذلك بطريقة لا يحاول الكاتب توقعها. تشمل الأمثلة المبكرة للكتابة الموسوعية مناقشات حول الزراعة والحرف من قبل كتاب رومان مثل بلينوس الأكبر وفارو- يفترض أن هذه المناقشات لا تهدف إلى تقديم المشورة العملية للمزارعين أو الحرفيين.
فقدت الغالبية العظمى من مواد التعلم الكلاسيكي خلال العصور المظلمة. عزز هذا مكانة الأعمال الموسوعية التي نجت، بما في ذلك أعمال أرسطو وبليني. توسعت مجموعة المعارف المتاحة للقراء إلى حد كبير مع تطور الطباعة في القرن الخامس عشر. أصبحت الكتابة الموسوعية ضرورة عملية ونوعًا متميزًا بوضوح. كان موسوعيو عصر النهضة يدركون تمامًا مقدار مواد التعلم الكلاسيكي التي فقدت. كانوا يأملون في استعادة وتسجيل المعرفة وكانوا حريصين على منع المزيد من الخسارة.
تتكون الموسوعات في شكلها الحديث، من مقالات مرتبة أبجديًا كتبتها فرق من المتخصصين. تم تطوير هذا الشكل منها في القرن الثامن عشر من خلال توسيع القاموس التقني ليشمل الموضوعات غير التقنية. كانت موسوعة إنسيكلوبيدي (1751-1772)، التي حررها ديدرو ودالمبرت، نموذجًا للعديد من الأعمال اللاحقة. مثل موسوعيي عصر النهضة، كان ديدرو قلقًا بشأن التدمير المحتمل للحضارة والمعرفة المختارة التي كان يأمل بقائها.

## أصل الكلمة
كلمة «موسوعة» هي كلمة لاتينية للكلمة اليونانية enkýklios paideía. تشير العبارة اليونانية إلى التعليم الذي يجب أن يتلقاه طالب ذو ثقافة متنوعة. يستخدمها الكاتب اللاتيني كينتيليان للإشارة إلى الموضوعات التي يجب أن يكون طالب الخطابة على دراية بها قبل بدء التدريب المهني. تترجم حرفيًا إلى «في دائرة المعرفة». تشير أقدم إشارة مرجعية لـ«الموسوعة» الواردة في قاموس أكسفورد الإنجليزي إلى المنهج اليوناني ويعود تاريخها إلى عام 1531.
كان الدافع وراء استخدام المصطلح للإشارة إلى نوع من الأدب هو السطر الذي استخدمه بليني في مقدمة كتابه التاريخ الطبيعي: «هدفي هو التعامل مع كل تلك الأشياء التي يدرجها اليونانيون في الموسوعة- Encyclopædia، والتي هي إما غير معروفة بشكل عام أو أصبحت مشكوك فيها بسبب وجهات نظرنا الحاذقة». يكتب بليني تلك العبارة ذات الصلة باستخدام الحروف اليونانية. افتقرت الطابعات اللاتينية للمحمل أو الكتيب إلى نوع الخط المطلوب لطباعتها. استبدلت بعض الطابعات كلمة Encyclopædia بعبارة لاتينية أخرى. وآخرون استبدلوها بمساحة فارغة. أدى ذلك إلى سوء الفهم الذي وصف عمل بليني بالموسوعة.
في عصر النهضة، استخدم الكتاب الذين أرادوا مقارنة عملهم بعمل بليني تلك الكلمة. في عام 1517، كتب البافاري يوهانس أفينتينوس موسوعة عالم العقائد، وهو عمل مرجعي لاتيني. نشرت موسوعة رينغلبيرغ في عام 1541 وموسوعة بول سكاليتش في عام 1559. جميع هذه الأعمال المرجعية كانت مكتوبة باللغة اللاتينية. جعل الموسوعيون الفرنسيون هذه الكلمة أكثر شعبية في القرن الثامن عشر.
يرجع تاريخ أول إشارة مرجعية في قاموس أكسفورد الإنجليزي لـ«الموسوعية» إلى عام 1833. كان سياقها هو كتاب عن ديدرو.

## التاريخ

### أرسطو
كان لدى الكاتب والمعلم اليوناني أرسطو (384-322 قبل الميلاد) الكثير ليقوله في مجموعة واسعة من الموضوعات، بما في ذلك علم الأحياء، وعلم التشريح، وعلم النفس، والفيزياء، والأرصاد الجوية، وعلم الحيوان، والشعر، والبلاغة، والمنطق، ونظرية المعرفة، والميتافيزيقيا، والأخلاق، والفكر السياسي. كان من بين الكتاب الأوائل الذين وصفوا كيفية تصنيف المواد حسب الموضوع، وهي الخطوة الأولى في كتابة موسوعة. كتب أرسطو لمساعدة طلابه على متابعة تعاليمه، لذلك فإن مجموعته لم تشبه الموسوعة كثيرًا خلال حياته. بعد فترة طويلة من وفاته، ملأ المعلقون الفجوات وأعادوا ترتيب أعماله ووضعوا كتاباته في شكل منهجي. قدم أندرونيكوس تصنيفات أعماله في القرن الأول وبطليموس في القرن الثاني. نظرًا لأن مجموعة أرسطو كانت واحدة من الأعمال الموسوعية القليلة التي نجت من العصور الوسطى، فقد أصبحت عملًا مرجعيًا مستخدمًا على نطاق واسع في أواخر العصور الوسطى وعصر النهضة.